# Vjekoslav Vojo Radoičić
Vjekoslav Vojo Radoičić  (Požega, 10. studenog 1930. – Rijeka, 15. srpnja 2017.) bio je hrvatski slikar, grafičar, ilustrator, scenograf, kipar koji je izlagao i u Austriji.

## Životopis
Živio je i radio u Rijeci, Beču i Begovom Razdolju. Vojo Radoičić održao je preko 180 samostalnih izložbi u Hrvatskoj i inozemstvu. Za potrebe televizijske i kazališne produkcije izradio je više od 40 scenografija. 
Poznat je njegov opus vezenih slika na dekorativnim krpama za kuhinjske zidove, o kojima je HTV snimio dokumentarni film (u dokumentarcu nazvane su "krposlikama").
Preminuo je u Rijeci 15. srpnja 2017. u 87. godini života.

## Nagrade i priznanja
Redovni član Hrvatskog društva likovnih umjetnika Rijeke i Zagreba i VBO-a (Verein Bildenden Kunstler Osterreichs, Wien – Schonbrun). 
Dobitnik je brojnih priznanja i nagrada, među ostalim, nagrade Ostende, Otkupne nagrade za fundus Gradskog muzeja, Godišnje nagrade Grada Rijeke, a odlikovan je i Redom Danice hrvatske s likom Marka Marulića za doprinos kulturi. Za ilustraciju dječje knjige dobio je nagradu Grigor Vitez i nagradu Ivana Brlić-Mažuranić.
Radoičić je bio hrvatski kandidat za prestižnu nagradu za ilustraciju Hans Christian Andersen, a dobitnik je i Nagrade Vladimir Nazor za životno djelo za 2005. godinu.

## Galerija radova
- Skulptura Dobro more i slika na pročelju zgrade
- Skulptura Dobro more
- Vapor Rika